# Tiago Rodrigues
Tiago Filipe Sousa Nóbrega Rodrigues, meglio noto semplicemente come Tiago Rodrigues (Vila Real, 29 gennaio 1992), è un calciatore portoghese, centrocampista del Penafiel.

## Caratteristiche tecniche
Gioca come centrocampista con compiti prevalentemente difensivi.

## Palmarès

### Club

#### Competizioni nazionali
- Coppa di Bulgaria: 1

CSKA Sofia: 2020-2021